# Windmühle Neuenknick

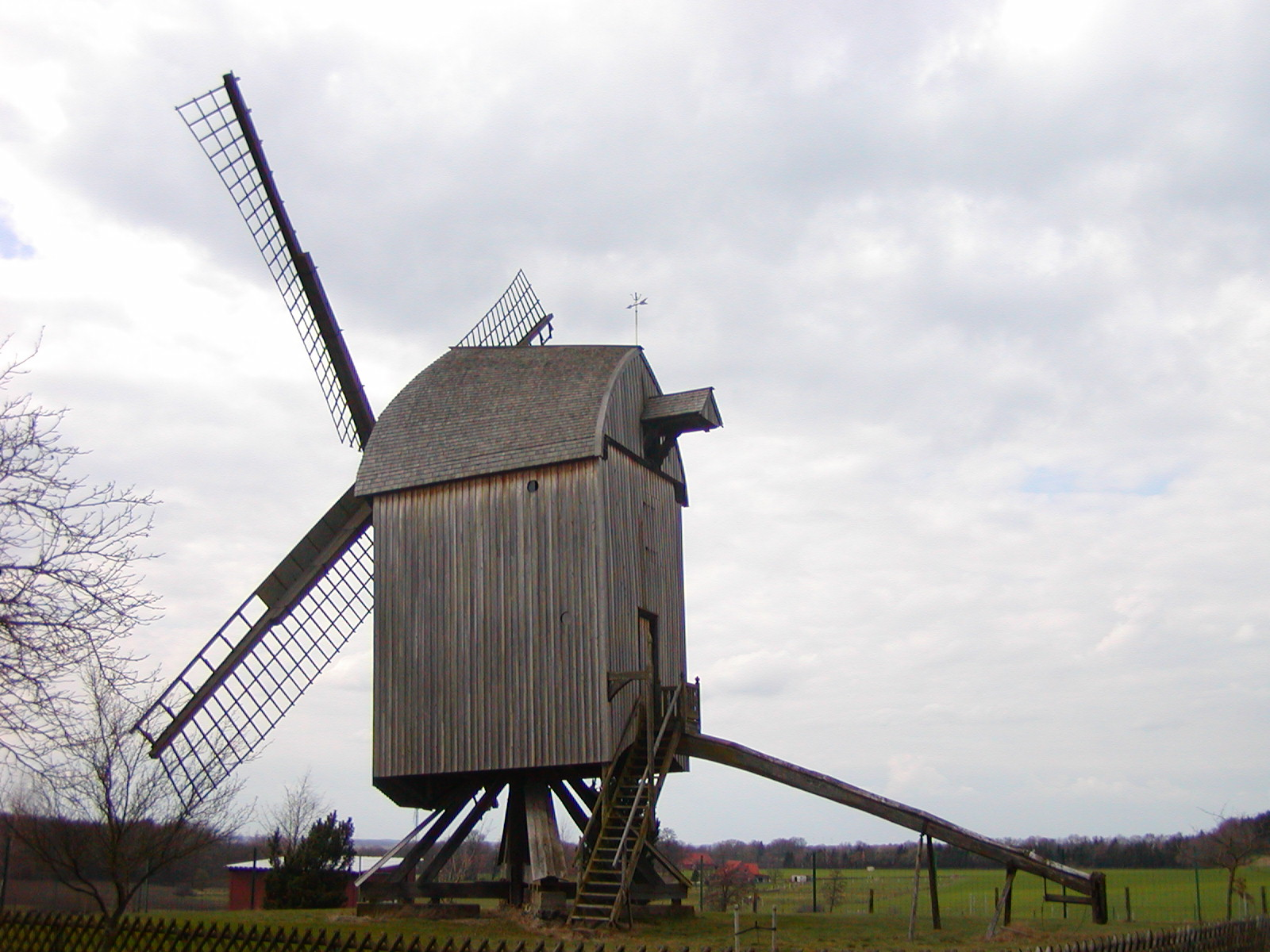
Bockwindmühle Neuenknick

Die Windmühle Neuenknick ist eine denkmalgeschützte Bockwindmühle in Neuenknick, einem Stadtteil der ostwestfälischen Stadt Petershagen im Kreis Minden-Lübbecke (Nordrhein-Westfalen).

## Geschichte und Architektur
Die Windmühle ist eine Holzkonstruktion mit verbrettertem Kasten und verschindelter Flügelseite, sie wurde 1747 errichtet. Sie stand ursprünglich in Warmsen und wurde 1899 dort abgebaut und nach Neuenknick transloziert. Die Flügelgatter sind mit Segeltuch bespannt.

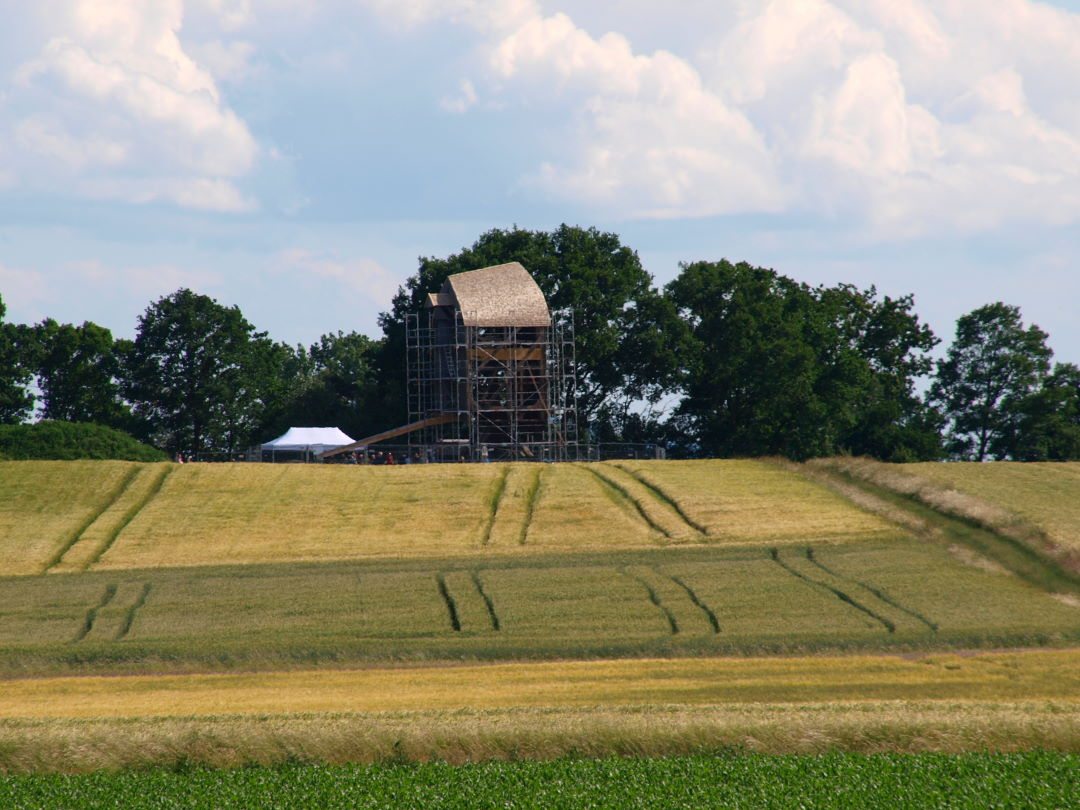
Die Bockwindmühle im Wiederaufbau am neuen Standort

Im Jahr 2021 wurde die Mühle vom bisherigen Besitzer an den Mühlenverein Minden-Lübbecke verkauft. Daraufhin erfolgte im Winter 2021 eine weitere Translozierung von ihrem bisherigen Standort im Südwesten Neuenknicks auf den Lusebrink im Nordosten des Ortes. Hier erfolgt seitdem der Wiederaufbau.
Zum 29. Deutschen Mühlentag am 6. Juni 2022 wurde die Mühle im Wiederaufbau präsentiert und am 13. Mai 2023 feierlich wieder eingeweiht. Da an diesem Tag zu wenig Wind herrschte, wurde das Drehen der Flügel am Deutschen Mühlentag am 29. Mai 2023 nachgeholt.